# Икра улиток
Икра улиток, или белая икра — деликатесный вид икры, состоящий из свежих или обработанных яиц сухопутных улиток. В англоязычных текстах иногда фигурирует под романтическим названием «жемчуг Афродиты».
В естественном состоянии яйца бесцветны, однако после обработки икра может быть кремового, розовато-белого или белого цвета. Диаметр икринок, как правило, 3—4 мм, при этом икринки некоторых экземпляров могут достигать в диаметре 3—6 мм. Производством икры улиток занимаются некоторые улиточные фермы, хотя основным бизнесом этих ферм всё же является выращивание улиток. В сентябре 2014 года розничная стоимость икры улиток была более 150 евро за 50-граммовую баночку.

## Характеристики
Сырые яйца улитки имеют гладкую оболочку и отличаются высокой хрупкостью. В процессе обработки они иногда пастеризуются, после чего консервируются. Однако в процессе пастеризации яйца теряют некоторые вкусовые качества, поэтому согласно другому рецепту их приготовления, они сначала замачиваются в рассоле и уже после этого консервируются. Некоторые производители используют ароматный рассол, чтобы добавить аромат к продукту.
Описание вкусовых качеств икры улиток разнится. Некоторые сравнивают их вкус с «запечённой спаржей» или «запечёнными грибами». При этом отмечается «тонкость вкуса» и наличие «древесных ноток», с выраженным «землистым ароматом». Также отмечается сходство по вкусовым качествам с чёрной икрой.
К столу икра улиток иногда подаётся как закуска к игристым винам, иногда добавляется в супы, также подаётся и иными способами.

## Улиточные фермы
Разведением улиток занимаются специализированные фермы, выращивающие улиток специально для потребления человеком. Некоторые улиточные фермы параллельно занимаются также сбором и обработкой икры улиток. Иногда улиток выращивают и выдерживают в специальном температурном режиме, с поддержкой освещения и климат-контролем, направленными на создание условий для максимального размножения, в процессе которого производится икра. Так как улитки являются гермафродитами (имеют одновременно мужские и женские половые органы), они все пригодны для производства икры. Улитки обычно закапывают свои яйца в почву. Одним из методов выращивания и сбора яиц является размещение улиток в коробках с землёй и песком, в которых яйца откладываются и собираются. Выход икры улиток мизерный по сравнению со сбором икры рыб. В качестве сравнения, одна улитка откладывает обычно около четырёх граммов яиц в год.

## Рынок
В августе 1987 года в США розничная рыночная стоимость икры улиток составляла 40 долларов за унцию. В то время розничная цена была схожа со стоимостью белужьей икры. В декабре 2007 года 50-граммовая баночка икры улиток, произведённая на улиточной ферме во Франции, имела стоимость 80 евро. В сентябре 2014 года за 50-граммовую баночку икры, произведённую в Австрии, производитель просил 150 евро. В пятидесятиграммовую баночку помещается примерно две столовые ложки продукта. Некоторые из улиточных ферм продают икру улиток напрямую в рестораны.